# De Película
De Película é um canal de televisão por assinatura internacional de origem mexicana, de propriedade da Televisa Networks, que transmite filmes do mundo de fala espanhola de filmes mexicanos, latino-americanos e espanhóis de todas as épocas.
O canal cobre o México, a América Latina, os Estados Unidos, a Austrália, a Europa e a Nova Zelândia.
De Película faz a triagem dos filmes mais representativos do cinema mexicano de todos os tempos, desde os seus primórdios até os dias atuais. Também transmite filmes produzidos na Argentina, Espanha e América Latina. Sua programação é projetada em ciclos, que atingem todos os membros da família e os diferentes gêneros cinematográficos: drama, ranchero, comédia, horror, musical, infantil, ação, até mesmo cinema adulto, dando prazer ao público mais exigente.

## Sinais
- Sinal dos Estados Unidos: sinal emitido exclusivamente para a comunidade hispânica deste país. Sua programação corresponde à de Miami (UTC-5).
- Sinal da América Latina: sinal emitido para toda a América Latina, a República Dominicana e o Caribe. Seus horários correspondem aos da Cidade do México (UTC-6/-5 DST), San José (UTC -5) e Argentina (UTC -3).
- Sinal da Europa: sinal emitido para países europeus, incluindo Austrália e Nova Zelândia. Sua programação corresponde à Europa Oriental (UTC +1/+2).